# National Academy of Inventors
Национальная академия изобретателей (англ. National Academy of Inventors; NAI) — американская некоммерческая организация, занимающаяся поощрением изобретателей в академических кругах по образцу национальных академий США. Основана в Университете Южной Флориды в 2010 году.
Начиная с 2012 года NAI ввела в организацию 757 научных сотрудников. Стипендиаты должны быть названы изобретателями по крайней мере в одном патенте США и выбираются Комитетом стипендиатов NAI. В состав прошлой отборочной комиссии входили звукорежиссёр и продюсер сэр Джордж Мартин.
NAI также включает колледжи и университеты в качестве институциональных членов, начиная с 12 таких учреждений в 2012 году: Университет Южной Флориды, Джорджтаунский университет, Авиационный университет Эмбри — Риддла, Университет Акрона, Университет Цинциннати, Обернский университет, Бостонский университет, Университет Небраски-Линкольна и Технологический институт Стивенса. Хотя большинство этих институциональных членов находятся в Соединённых Штатах, есть институциональные члены в семи других странах.
С 2013 года Национальная академия изобретателей и Ассоциация владельцев интеллектуальной собственности публикуют годовой отчёт, в котором перечисляются 100 лучших университетов по количеству патентов США. Ежегодно этот список возглавляет Калифорнийский университет.
NAI проводит ежегодные национальные конференции с 2011 года. Среди основных докладчиков был бывший министр энергетики США Стивен Чу.
В 2017 году представитель США Деннис А. Росс внес на рассмотрение законопроект HR 976, который предоставит NAI федеральную хартию, подобно другим национальным академиям США.